# Seznam uměleckých realizací ve veřejném prostoru v Písnici
Seznam uměleckých realizací v Písnici v Praze 12 obsahuje tvorbu výtvarných umělců umístěnou ve veřejném prostoru v katastrálním území Písnice. Seznam je řazen podle ulic a nemusí být úplný.

## Seznam uměleckých realizací
| Název                                                                                        | Fotografie                                                           | Lokace                                                 | Autor                                  | Rok       | Popis                   | Poznámka |
| -------------------------------------------------------------------------------------------- | -------------------------------------------------------------------- | ------------------------------------------------------ | -------------------------------------- | --------- | ----------------------- | --- |
| Plastika před vstup do Masokombinátu v Písnici                                               | Kategorie „Plastika pro Masokombinát Písnice“ na Wikimedia Commons   | Libušská 319/126 50°0′5,71″ s. š., 14°28′1,21″ v. d.   | František David                        | 1979      | socha, pískovec         | bývalý Masokombinát Písnice, před vchodem |
| Kovová drapérie - Vlna                                                                       | Kategorie „Kovová drapérie - Vlna (Jiří Novák)“ na Wikimedia Commons | Libušská 319/126 50°0′5,39″ s. š., 14°28′2,18″ v. d.   | Jiří Novák (1922–2010)                 | 1976      | kovová drapérie, hliník | bývalý Masokombinát Písnice, vchod |
| Plastika pro vstupní prostor monobloku školy a plaveckého bazénu Masokombinátu v Písnici (†) |                                                                      | Libušská 320/111 50°0′4,91″ s. š., 14°27′57,63″ v. d.  | Ladislav Kozák (1934–2007)             | 1976      | socha                   | vstupní prostor školy a plaveckého bazénu Masokombinátu v Písnici                                                                                              |
| Sedící (†)                                                                                   | Kategorie „Sedící (Čestmír Mudruňka)“ na Wikimedia Commons           | Na Okruhu 50°0′9,2″ s. š., 14°27′43,49″ v. d.          | Čestmír Mudruňka (*1935)               | 1986      | socha, bronz            | zaniklo |
| Pohádková bytost/Trpaslík                                                                    | Kategorie „Trpaslík (Kurt Gebauer, Jan Hančl)“ na Wikimedia Commons  | Na Okruhu 1 50°0′5,41″ s. š., 14°27′45,16″ v. d.       | Kurt Gebauer (*1941) Jan Hančl (*1946) | 1985      | socha, beton            | v areálu Klubu Junior |
| Písmena (1+3†)                                                                               | Kategorie „Písmena na Sídlišti Písnice“ na Wikimedia Commons         | Sídliště Písnice 50°0′10,79″ s. š., 14°27′56,04″ v. d. | Marek Houska (*1947)                   | 1985–1989 | dřevo                   | písmena A, B, C, D ve žluté barvě umístěná před jednotlivými bloky při výstavbě sídliště; odstraněno po roce 2019; v září 2022 obnoveno písmeno D a přemístěno |
| Býk                                                                                          | Kategorie „Býk (Jan Hendrych)“ na Wikimedia Commons                  | U Bazénu 487/8 50°0′5,57″ s. š., 14°27′52,91″ v. d.    | Jan Hendrych (*1936)                   | 1976      | socha, pískovec         | odborné učiliště, zahrada |